# バスDEコロコロ
『バスDEコロコロ』（バスでコロコロ）は、関西テレビや京都チャンネルなどで放送された関西テレビ製作の紀行番組。製作局の関西テレビでは1998年10月1日から2000年3月28日まで放送。

## 概要
越前屋俵太とひさうちみちおが京都市内を行き当たりばったりでバスで移動しながら、行く先々で出会った一般人と触れ合う関西ローカルらしい低予算の深夜番組。地上波では30分番組だが、京都チャンネルでは60分の特別編集版（1998年11月開始）が放送された。また、三重テレビなどでも遅れネットで放送されていた。

### 木曜深夜時代
当初はサイコロの出た目に従って乗る路線や降りるバス停を決め、降車したバス停の周辺の店や名所などを探訪したり、バスの乗車中や探訪中に出会った一般人と触れ合う内容であったが、バス移動をしない回も多かった。その他、何かをする・しないなど、物事を選択する時などに適宜サイコロを振って決定した。
また最初期には、出演者それぞれが作ったバスの着ぐるみ（ダンボール箱の側面にバスの絵を描き、肩ひもで吊る形で身に着けられるようにしたもの）を身に着けて移動した。

### 火曜深夜時代
1999年4月の改編で放送曜日を移動。サイコロに縛られず自由に企画を立ち上げるようになり、視聴者から募った京都ローカルのゆるい名所や伝統文化・伝統工芸を残す場所などを現場近くのバス停から捜索する。また、その途上で出会った一般人と触れ合う。番組イベントをしたいという漠然とした構想が実施するに至るまでの様子を放送した。その結果、知恩寺の境内で開催した。
「河原町にしゃべるポストがある」という回では結局見つからず、投稿者に電話で聞いたところ、アミューズメントビル内に日髙のり子のラジオ番組（KBS京都）が設置した投稿専用ポストだったという他局の番組宣伝の片棒を担がされるオチ（ラジオ番組のリスナーが自主的にバスコロに投稿）になってしまう。やらせでないことがかえって徒となる結果となり、番組の性質上オンエアせざるを得ないことを語るなど、越前屋は静かな怒りを表した。

## テーマ曲
- バスDEコロコロ（YESMAN BOOGIE BAND）